# Formát papíru

Standardní formáty papíru podle ISO 216, řada A

Existuje mnoho standardních formátů papíru. Některé jsou standardizovány nějakou mezinárodní organizací, jiné jsou jen standardem de facto.

## ISO 216, DIN 476
Nejběžnější formáty papíru v Česku i jinde ve světě, s výjimkou USA, Kanady, Mexika a některých jihoamerických zemí, splňují mezinárodní standard ISO 216. Tento standard byl původně (roku 1922) přijat v Německu jako DIN 476 (ovšem některé z formátů byly definovány už za francouzské revoluce v rámci přechodu na metrický systém, tyto formáty však časem upadly v zapomnění). Československo přijalo tento standard v roce 1953. Dnes platí v Česku norma „ČSN EN ISO 216“, která tyto formáty přejímá.
|    | A          | B           | C          | D         | E         |
| -- | ---------- | ----------- | ---------- | --------- | --------- |
| 0  | 841 × 1189 | 1000 × 1414 | 917 × 1297 |           |           |
| 1  | 594 × 841  | 707 × 1000  | 648 × 917  | 545 × 771 |           |
| 2  | 420 × 594  | 500 × 707   | 458 × 648  | 385 × 545 |           |
| 3  | 297 × 420  | 353 × 500   | 324 × 458  | 272 × 385 | 400 × 560 |
| 4  | 210 × 297  | 250 × 353   | 229 × 324  | 192 × 272 | 280 × 400 |
| 5  | 148 × 210  | 176 × 250   | 162 × 229  | 136 × 192 | 200 × 280 |
| 6  | 105 × 148  | 125 × 176   | 114 × 162  | 96 × 136  | 140 × 200 |
| 7  | 74 × 105   | 88 × 125    | 81 × 114   | 68 × 96   |           |
| 8  | 52 × 74    | 62 × 88     | 57 × 81    |           |           |
| 9  | 37 × 52    | 44 × 62     | 40 × 57    |           |           |
| 10 | 26 × 37    | 31 × 44     | 28 × 40    |           |           |

Systém těchto formátů vymyslel Georg Christoph Lichtenberg.
Poměr stran 1:√2 je označován jako „Brána harmonie“. Poměr délek stran je zachován při každém přeložení delší strany archu na polovinu.
Označení formátu sestává z písmene následovaného číslem, např. A4. Standardy definují tři nejdůležitější řady formátů: A, B, C. Z nich je řada A základní; řada B je rozšiřující, pro případy, kdy formáty řady A nevyhovují; řada C je navržena pro obálky. Délky stran jsou zaokrouhleny na celé milimetry směrem dolů, neboť při řezání papíru není možný velikostní přebytek.
Rozměry formátů papíru vycházejí z oříznutého snímku, který především u technických výkresů vznikal kopírováním oříznutého originálu.
Oříznutý originál, nakreslený na pauzovacím papíru, míval okraje polepeny neprůhlednou zpevňovací páskou. Šířka pásky byla 5 mm. Proto má oříznutý originál rozměr stran delší o 2 x 5 mm = 10 mm. Tento okraj nebyl kopírován na oříznutý snímek.
Kreslicí list býval buď předtištěn na papír, nebo byl vytvářen na kreslicím prkně z dlouhé role papíru o šířce cca 1m. Rozměry kreslicího listu byly stanoveny především jako minimální, aby kreslicí list bylo možno upevnit na plochu kreslicího prkna a potom ostřihnout na rozměr originálu.

#### Řada A
Řada A má poměr délek stran oříznutého snímku 1:√2 (tj. přibližně 1:1,414). Délky stran jsou zaokrouhleny na celé milimetry dolů.
Základní formát A0 je definován stranami oříznutého snímku 1189 x 841 mm a plochou 1 m². Další formáty této řady (A1, A2, A3, …) vznikají postupným půlením delší strany. Nejčastěji používaný formát A4 má rozměry 210 × 297 mm.
Formáty řady A se využívají např. v následujících případech:
A0, A1 - plakáty, mapy a technické plány,
A1, A2 - kalendáře, flipcharty, balicí papír,
A2, A3 - diagramy, mapy a kresby,
A4 - běžný tisk, kancelářské využití, časopisy,
A5 - školní sešity,
A6 - pohlednice a poznámkové bloky.

##### Použití řady A pro technické výkresy
Technické výkresy mají formát A0 až A4. Formát A5 není doporučen k použití. Menší formáty výkresů nejsou použitelné, protože se na ně nevejde rohové razítko.
Všechny formáty jsou ležaté s výjimkou A4, který je stojatý. Rozměry jsou definovány pro Oříznutý snímek. Oříznutý originál má rozměry větší o 10 mm (tj. okraje šířky 5 mm). Kreslicí list originálu mívá rozměry větší o dalších 30 mm (přibližně). Kreslící plocha bývá 10 mm od okraje oříznutého snímku.
V některých případech jsou používány "Prodloužené formáty" velikosti A0 až A3.

#### Řada B
Řada B má poměr délek stran oříznutého snímku 1:√2 (tj. přibližně 1:1,414). Délky stran jsou zaokrouhleny na celé milimetry dolů.
Základní formát B0 je definován stranami oříznutého snímku 1414 x 1000 mm a plochou 1,414 m². Další formáty této řady (B1, B2, B3, …) vznikají postupným půlením delší strany. Všechny formáty jsou ležaté s výjimkou B4, který je stojatý.
Často používaný formát B4 má rozměry 250 × 353 mm.

Standardní formáty papíru, řada B

(V Japonsku definuje místní norma JIS P 0138-61 nestandardní řadu B, ve světě označovanou jako JIS B nebo JB, u které jsou rozměry dány aritmetickým průměrem místo geometrického.)

#### Řada C
Obdobně jsou formáty řady C dány geometrickým průměrem rozměrů příslušných formátů řad A a B (např. formát C4 je průměrem formátů A4 a B4). Formáty řady C se používají hlavně pro obálky, neboť jsou vždy o něco málo větší než odpovídající formát řady A (např. papír formátu A4 se vejde do obálky formátu C4).
Ve standardu ISO 216 má největší formát řady číslo 0, větší formáty nejsou definovány. V normě DIN 476 však existují také větší formáty, označené násobnou číslicí na začátku, např. 2A0 je dvojnásobek formátu A0 apod.

#### Řada D
Původní německá norma DIN 476 definovala také řadu D, jejíž formáty mají rozměry dané geometrickým průměrem rozměrů dvou po sobě jdoucích formátů řady C (např. formát D3 je průměrem formátů C3 a C4).

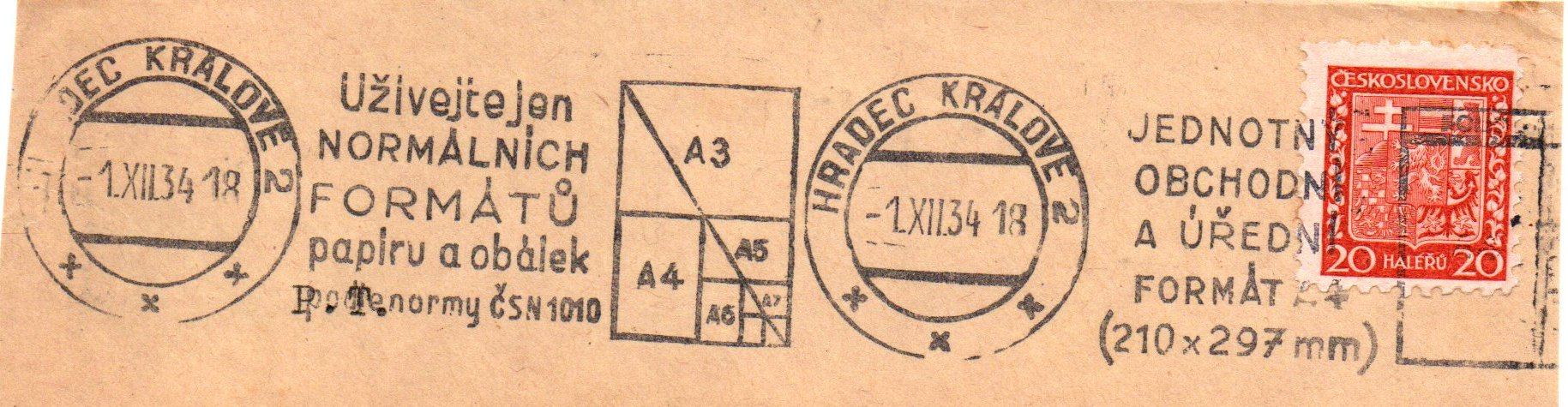
Poštovní razítko z roku 1934 vyzývající k používání standardizovaných formátů.

## Obálky (ISO 269, DIN 678)

Standardní formáty papíru, řada C

Pro obálky definuje mezinárodní norma ISO 269 (odpovídající německé normě DIN 678; v ČR převzata jako „ČSN ISO 269“) používání následujících formátů:
| Formát | Velikost (š × v) | Formát obsahu                                                                                 |
| ------ | ---------------- | --------------------------------------------------------------------------------------------- |
| DL     | 220 × 110        | vejde se do ní 1/3 A4 (dvakrát souběžně přehnutá A4, na třetiny)                              |
| C7/C6  | 162 x 81         | vejde se do ní 1/3 A5 (dvakrát souběžně přehnutá A5, na třetiny)                              |
| C6     | 162 × 114        | vejde se do ní A6 (dvakrát kolmo přehnutá A4, na čtvrtiny)                                    |
| C6/C5  | 229 × 114        | vejde se do ní 1/3 A4 (dvakrát souběžně přehnutá A4, na třetiny), jako DL, ale větší o okraje |
| C5     | 229 × 162        | vejde se do ní A5 (jednou přehnutá A4, na poloviny)                                           |
| C4     | 324 × 229        | vejde se do ní A4                                                                             |
| C3     | 458 × 324        | vejde se do ní A3                                                                             |
| B6     | 176 × 125        | vejde se do ní obálka formátu C6                                                              |
| B5     | 250 × 176        | vejde se do ní obálka formátu C5                                                              |
| B4     | 353 × 250        | vejde se do ní obálka formátu C4                                                              |

## Formáty používané v USA a Kanadě

Formáty americké normy ANSI

Užití systému formátu papíru ve světě
Výhradní používání formátů řady ISO 216 (EU, Austrálie a další země)
Převažující používání formátů řady ISO 216
Smíšené používání formátů ISO 216 a amerických formátů (některé země Latinské Ameriky, Filipíny)
Téměř výhradní používání amerických formátů (Kanada)
Výhradní používání amerických formátů (USA)

V USA, Kanadě a některých dalších zemích se mezinárodní formáty příliš nepoužívají (možná v souvislosti s nepřijetím metrického systému [zdroj?]). Místo toho se formáty popisují přímo svou velikostí v palcích (in) nebo standardním označením podle následující tabulky:
| Název            | Velikost (in) | Velikost (mm)  | Poměr stran |
| ---------------- | ------------- | -------------- | ----------- |
| Quarto           | 10 × 8        | 254,0 × 203,2  | 1,25        |
| Foolscap         | 13 × 8        | 330,2 × 203,2  | 1,63        |
| Letter           | 8½ × 11       | 215,9 × 279,4  | 1,29        |
| —                | 8 × 10½       | 203,2 × 266,7  | 1,31        |
| Legal            | 8½ × 14       | 215,9 × 355,6  | 1,65        |
| Ledger / Tabloid | 11 × 17       | 279,4 × 431,8  | 1,55        |
| Executive        | 7¼ × 10½      | 184,15 × 266,7 | 1,45        |
| Post             | 15½ × 19¼     | 393,7 × 488,95 | 1,24        |
| Crown            | 15 × 20       | 381,0 × 508,0  | 1,33        |
| Large post       | 16½ × 21      | 419,1 × 533,4  | 1,28        |
| Demy             | 17½ × 22½     | 444,5 × 571,5  | 1,29        |
| Medium           | 18 × 23       | 457,2 × 584,2  | 1,28        |
| Royal            | 20 × 25       | 508,0 × 635,0  | 1,25        |
| Elephant         | 23 × 28       | 584,2 × 711,2  | 1,22        |
| Double Demy      | 23½ × 35      | 596,9 × 889,0  | 1,49        |
| Quad Demy        | 35 × 45       | 889,0 × 1143,0 | 1,29        |
| STMT             | 5½ x 8½       | 139,7 × 215,9  | 1,55        |
| A                | 8½ × 11       | 215,9 × 279,4  | 1,29        |
| B                | 11 × 17       | 279,4 × 431,8  | 1,55        |
| C                | 17 × 22       | 431,8 × 558,8  | 1,29        |
| D                | 22 × 34       | 558,8 × 863,6  | 1,55        |
| E                | 34 × 44       | 863,6 × 1117,6 | 1,29        |